# Gerson Díaz
Gerson Díaz (né le 11 février 1972 à Caracas au Venezuela) est un joueur de football international vénézuélien, qui évoluait au poste de milieu de terrain.

## Biographie

### Carrière en club
Avec le Caracas Futbol Club, il remporte trois championnats du Venezuela.

### Carrière en sélection
Avec l'équipe du Venezuela, il joue 23 matchs (pour 2 buts inscrits) entre 1995 et 1997. 
Il figure dans le groupe des sélectionnés lors des Copa América de 1995 et de 1997.
Il joue également 10 matchs comptant pour les tours préliminaires de la coupe du monde 1998.

## Palmarès
Caracas
- Championnat du Venezuela (3) :
  - Champion : 1991-92, 1993-94 et 1996-97.

- Coupe du Venezuela (1) :
  - Vainqueur : 1994.
  - Finaliste : 1992 et 1996.